# Aleksandr Goedicke
Aleksandr Fiodorowicz Goedicke (Gedike) (ros. Александр Фёдорович Гедике, ur. 20 lutego?/4 marca 1877 w Moskwie, zm. 9 lipca 1957 tamże)  – rosyjski kompozytor, organista i pianista.

## Życiorys
Urodził się w rodzinie o niemieckich korzeniach, która wiele lat wcześniej osiedliła się w Rosji. Jego dziadek, Karł Andriejewicz, był organistą w jednym z moskiewskich katolickich kościołów. Później w tym samym kościele pracował ojciec kompozytora – Fiodor Karłowicz Goedike (1839–1916), który w latach 1880–1916 jednocześnie był wykładowcą w Konserwatorium . 
W 1898 Aleksandr ukończył Konserwatorium Moskiewskie, gdzie studiował w klasie fortepianu u A. Galliego, P. Pabsta i W. Safonowa oraz teorię muzyki i kompozycję pod kierunkiem A. Arienskiego, N. Ładuchina i G. Koniusa. Jako początkujący kompozytor w wieku 23 lat otrzymał nagrodę na Międzynarodowym Konkursie im. Antona Rubinsteina w Wiedniu za Konzertstück na fortepian i orkiestrę (we własnym wykonaniu), I Sonatę skrzypcową i utwory fortepianowe .
Od 1909 wykładał w Konserwatorium Moskiewskim. Początkowo uczył gry fortepianowej, od 1919 kierował katedrą kameralistyki, a od 1923 prowadził klasę organów . Koncertował również jako organista. W 1940 otrzymał tytuł doktora z zakresu nauki o sztuce, w 1946 tytuł Ludowego Artysty RFSRR, a w 1947 nagrodę państwową za działalność wykonawczą.
Był laureatem Nagrody Stalinowskiej. Został pochowany na Cmentarzu Wwiedieńskim.

## Twórczość
Jego dorobek kompozytorski wpisuje się ściśle w tradycyjny rosyjski folklor. W opracowaniach rosyjskich pieśni w oryginalny sposób wykorzystywał polifonię podgłoskową i wariacyjne przetwarzanie melodii . 
W muzyce instrumentalnej widoczne są wyraźne wpływy J.S. Bacha, zwłaszcza klarowna forma i toccatowe finały oraz – podobnie jak w pieśniach – skłonność do techniki polifonicznej i wariacyjnej. Goedicke był zapalonym propagatorem muzyki Bacha w Związku Radzieckim; wykonywał wszystkie jego utwory organowe.

## Wybrane kompozycje
- Konzertstück D-dur na fortepian i orkiestrę op.11 (1900)
- Koncert na organy i orkiestrę kameralną op. 35 (1927)
- Koncert na trąbkę b-moll op. 41 (1930)
- Etiuda koncertowa g-moll na trąbkę op. 49 (1948)